# Montecrestese
Montecrestese – miejscowość i gmina we Włoszech, w regionie Piemont, w prowincji Cusio Ossola. Położona około 140 kilometrów na północny wschód od Turynu i około 35 kilometrów na północny zachód od Verbanii, na granicy ze Szwajcarią.
Według danych na rok 2004 gminę zamieszkiwały 1203 osoby, 14 os./km².